# Tekstiltryk
Tekstiltryk er en proces, hvorved der påføres farve til stof i på forhånd definerede mønstre og designs. Det korrekt udførte tekstiltryk vil binde farven til materialets fibre, således at det modstår vask og friktion. Tekstiltryk er en afart af farvning, men hvor farvning udføres med henblik på en ensartet og ensfarvet dækning af hele materialet, såsom garn, fibre eller strikkede og vævede varer, er der ved tekstiltryk tale om en eller flere farver, som påføres på afgrænsede områder og i klart definerede mønstre.
Mulighederne inden for tekstiltryk er betinget af de mekaniske metoder til påføring af kemikalier eller farvestoffer, samt af de kemisker muligheder i forskellige farvestofgrupper. Tekstiltrykkets historie omfatter derfor begge disse aspekter.

## Trykmetoder
De mekaniske metoder til påføring kaldes trykmetoder. Mønstrenes type, streg/flade samt størrelse, gentagelser og detaljefinhed er betingede af de trykmetoder, der anvendes. Forskellige tiders mønstre er derfor ikke blot et udtryk for stil eller smag på det gældende tidspunkt, men ofte også et udtryk for trykmetodernes begrænsninger. Lysten til fornyelser er til enhver tid tydelig, for hver gang en ny trykmetode er udviklet, anvendes de nye udtryksmuligheder snart i tidens mønstre. Kendskabet til den historiske udvikling af trykmetoderne er derfor væsentlig for forståelsen af de trykte tekstilers kompleksitet.
De vigtigste trykmetoder er bloktryk, flexografi, kobberpladetryk, rouleauxtryk, fladtryk og Rotationsfilmtryk (også kaldet serigrafi eller silketryk).
Bloktryk er den ældste egentlige trykmetode. Omkring 1750 kommer så tryk med graverede kobberplader og i 1780’erne kobbervalsetryk (rouleaux) til. Begge er dybtryksmetoder. Trykmetoderne raffineres i tiden fra 1790 til 1920, men ændres ikke radikalt.
Efter 1920 indføres filmtryk som en helt ny metode, som dog først i de senere år, i form af rotationsfilmtryk, har kunnet udkonkurrere metoderne fra begyndelsen af forrige århundrede. I dag er det computerteknikken, som revolutionerer tekstiltrykmetoderne. Den gør det muligt at gå hurtigere og direkte fra tegning til kliché, eller som det nyeste: direkte til tekstilet. Det har betydet at mange delhåndværk inden for tekstiltryk hurtigt forsvinder.

## Trykarter
De kemiske, farvestofmæssige metoder kaldes normalt trykarter eller tryktyper. Udviklingen af disse processer, nye farvestoffer, for- og efterbehandlinger, udgør en sideløbende historisk udvikling til udviklingen af trykmetoder. De koloristiske muligheder i mønstringen afhænger til enhver tid af de trykarter og farvestofkemiske processer, der står til rådighed.
De vigtigste trykarter er bejdsetryk, reservetryk, direkte tryk, ætsetryk og specialeffekter. Af disse er bejdsetrykket den eneste som ikke praktiseres i dag. De andre udføres stadig, men med andre farvestoffer og kemikalier end tidligere. Hver trykart har sin egen kemiske historie og kan ofte udføres inden for flere forskellige farvestofgrupper. I forbindelse med udviklingen af de syntetiske farvestoffer og forbedring af den generelle forståelse af kemiske processer, skete der i årene op til 1920 en revolutionerende udvikling inden for trykarterne. Der sker selvfølgelig også nu en stadig udvikling, men i et noget mindre hektisk tempo end i årene omkring århundredeskiftet. I dag er miljøhensyn et af de vigtigste mål for udviklingen.

### Reservetryk
De ældste trykarter er bejdsetryk og reservetryk. Begge disse er indfarvningstyper, dvs. at stoffet først trykkes med bejdse eller reserve (dvs. midler, som hindrer at farven fikseres på udvalgte områder), hvorefter det farves. I første omgang udførtes de i Europa som kopier af indiske metoder, men udvikledes dog hurtigt til processer, som kun havde meget lidt tilfælles med de oprindelige. De er særligt egnede til naturfarvestofferne og de første syntetiske kopier og variationer over naturfarvestofferne.
Reservetryk fungerer ved at hindre (mekanisk og/eller kemisk) at farven binder sig til stoffet. En kemisk reserve indeholder kemikalier, som modvirker fikseringen af overtryksfarven. Hvis overtryksfarven f.eks. fikseres ved base, indeholder reserven syre eller syredannende kemikalier. En mekanisk reserve virker hovedsageligt ved tilklæbning og tilstopning af tekstilets overflade, så overtryksfarven ikke kan trænge ind i materialet på de trykte steder. Reserven kan indeholde farvestof og kemikalier, således at det reserverede sted bliver farvet med dette. Er reserven uden farvestof kaldes det en hvidreserve, med farvestof en farvereserve.

### Ætsetryk
Også ætsetrykket er en indirekte trykart, hvor mønstringen opstår ved en lokal blegning på indfarvet stof. De første ætsetryk blev udført på tyrkisk rødt i Mulhouse i begyndelsen af 1800-tallet.
Hvis bundfarven ætses, så materialets mere eller mindre hvide egenfarve fremtræder, kaldes det en hvidætse. Fikseres et andet farvestof samtidigt på samme sted, kaldes det en farveætse.

### Direkte tryk
Direkte tryk betegner tryk direkte på hvid eller naturfarvet bund. Udføres trykket på em farvet eller trykt bund, hvorved bundens farve indgår som farvekomponenter i trykkets endelige udsende, kaldes det overtryk. (Langt de fleste tekstilfarver er transparente, dvs. ikke dækkende farver). 
Ved direkte tryk trykkes farven direkte på materialet og fikseres med damp. Metoden kom først for alvor på tale i slutningen af 1800-tallet med de nyudviklede farvestoffer. Indtil da havde det mest direkte tryk bestået i tryk med pigmenter blandet med bindemidler som albumin eller linolie. Altså tryk med begrænset anvendelighed. I dag er direkte tryk den vigtigste trykart.

## Trykfarve
En opskrift på 1. kg trykfarve vil som regel indeholde følgende:
- x g farvestof
- x g opløsningsmiddel
- x g fortykkelse (konsistensmiddel)
- x g kemikalier til fiksering af farvestof
- x g andre hjælpemidler

De almindeligste farvestofgrupper til tryk på naturlige fibre er reaktive farvestoffer, Küpefarvestoffer, Leukoküpeesterfarvestoffer, Naptholfarvestoffer, Syrefarvestoffer, Metalkonpleksfarvestoffer og Pigmentfarvestoffer. De forskellige farvestoffer har forskellige kvaliteter i forhold til at binde sig til tekstilet og opløsning i vand. 
Farvestoffet og de fleste øvrige ingredienser opløses af opløsningsmidlet, der som oftest er (blødt) vand. Konsistens- eller fortykkelsesmidlet søger under påføring for at holde sammen på vand, farvestof og kemikalier, så de ikke spreder sig fra påføringsstedet. Det gælder også under tørringen, hvor fortykkelsen sikrer at vand og farve bliver hvor de er tænkt. Efter fikseringen skal fortykkelsen vaskes ud sammen med kemikalierne. 
Trykfarven indeholder desuden kemikalier, som skal fiksere farvestoffet på tekstilet, ofte salte, som reagerer med farvestoffet eller ved dampning. Det kan til tider være fordelagtigt at tilsætte kemikalierne efter trykningen, hvilket kaldes for tofasetryk. Ved nogle farvestoffer er det også nødvendigt at anvende kemiske forbindelser, som ved opvarmning virker iltende eller reducerende (det modsatte af iltende). Forudsætningen for at en trykfarve giver et jævnt og ensfarvet udseende er at alle bestanddele er rørt sammen til en homogen masse. Ønsker man en lysere trykfarve, kan trykfarven lysnes med Coupure, som skal have samme konsistens som trykfarven.